# 아라산커우역

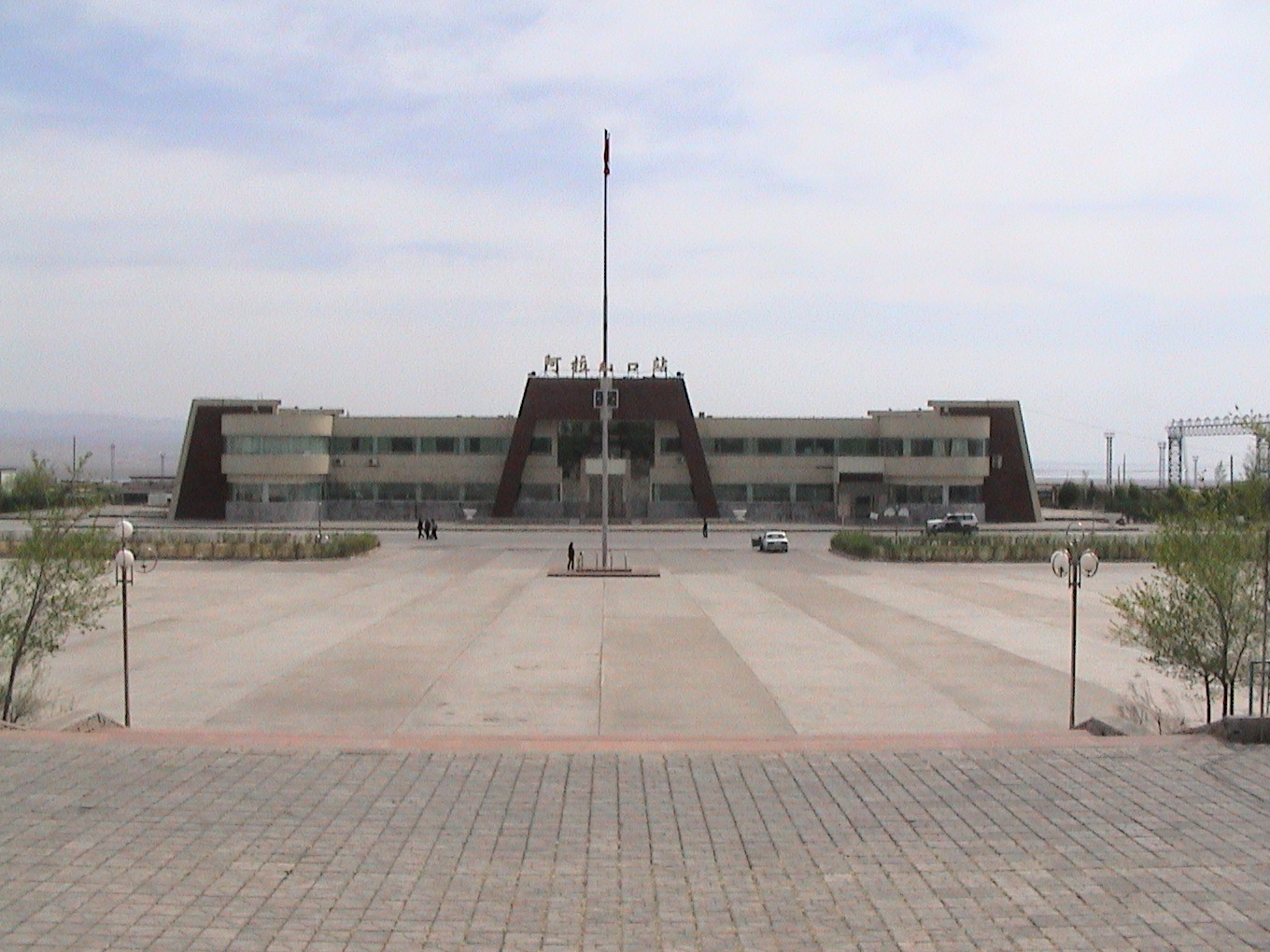
2006년 모습

아라산커우역(중국어: 阿拉山口站, 병음: Ālāshānkuhu zhàn, 영어: Alashankou railway station)은 중국 신장 위구르 자치구 보얼타라 몽골 자치주에 있는 기차역이다.
란신철도 2358.376km지점에서 준가리아문 중국측에 위치하며 란신철도 북신강지점에서 카자흐스탄으로 진입하기 전의 마지막 역이다. 역사의 처음 20년 동안 이곳은 중국 서부 지역의 유일한 철도 입국항이었다. 이 기간 동안 아라산커우 입국항을 통과하는 국제 철도 화물량은 1991년 160,000톤에서 2011년 15,160,000톤으로 증가했다.
또 다른 보고서에 따르면 2011년 첫 10개월 동안 아라산커우에서 국경을 통과하는 철도 화물 톤수는 8,921,000톤으로 보고되었으며 이는 전년도에 비해 12.8% 증가한 것으로 알려졌다. 카자흐스탄에서 중국으로 가는 교통량은 중국에서 카자흐스탄으로 가는 교통량(7,412천톤 대 1,509천톤)보다 훨씬 높다. 아라산커우를 통해 카자흐스탄에서 중국으로 이동한 주요 상품은 철광석, 고탄소 페로크롬, 밀 및 철강이었다. 중국에서 카자흐스탄으로 운송되는 물품 중 주요 그룹은 철강(특히 강관), 전자제품 및 토마토 페이스트였다.
아라산커우에서 국경을 넘는 여객 열차인 알마티-우루무치시도 있다. 중국-카자흐 국경의 두 번째 철도 입국항인 훠얼궈쓰시가 2012년 12월에 철도 운송을 위해 개통되었다.

## 같이 보기
- 우루무치역